# L'Homme et son image
L'Homme et son image est la onzième fable du livre I de Jean de La Fontaine, situé dans le premier recueil des Fables de La Fontaine, édité pour la première fois en 1668. La fable est dédiée au duc de La Rochefoucauld, auteur des Maximes.

## Texte
Un Homme qui s'aimait sans avoir de rivaux

Passait dans son esprit pour le plus beau du monde :

Il accusait toujours les miroirs d'être faux,

Vivant plus que content dans son erreur profonde.

Afin de le guérir, le Sort officieux 

 Présentait partout à ses yeux

Les conseillers muets dont se servent nos Dames ;

Miroirs dans les logis, miroirs chez les Marchands,

Miroirs aux poches des Galands,

Miroirs aux ceintures des femmes.

Que fait notre Narcisse? Il se va confiner

Aux lieux les plus cachés qu'il peut s'imaginer,

N'osant plus des miroirs éprouver l'aventure. 

Mais un canal formé par une source pure,

Se trouve en ces lieux écartés :

Il s'y voit, il se fâche ; et ses yeux irrités

Pensent apercevoir une chimère vaine.

Il fait tout ce qu'il peut pour éviter cette eau.

Mais quoi, le canal est si beau

Qu'il ne le quitte qu'avec peine.

On voit bien où je veux venir :

Je parle à tous ; et cette erreur extrême

Est un mal que chacun se plaît d'entretenir.

Notre âme c'est cet Homme amoureux de lui-même ;

Tant de miroirs, ce sont les sottises d'autrui,

Miroirs, de nos défauts les peintres légitimes ;

Et quant au canal, c'est celui

Que chacun sait, le livre des Maximes.
— Jean de La Fontaine, Fables de La Fontaine, L'Homme et son image